# Canaã (Minas Gerais)
Canaã é um município brasileiro do estado de Minas Gerais. Sua população recenseada em 2022 era de 4 715 habitantes.

## Política

### Prefeitos
| Nº | Foto | Nome                                 | Partido  | Início do mandato      | Fim do mandato        | Acesso                          | Foto | Vice Prefeito                        | Partido  |
| —  |      | José Arcênio Lopes (1903—1966)       | —        | 3 de março de 1963     | 31 de agosto de 1963  | Intendente Municipal            | –    | –                                    | –        |
| 1  |      | Sebastião Lopes Soares (1932—2011)   | PR       | 31 de agosto de 1963   | 31 de janeiro de 1967 | Eleito                          |      | Antônio Lopes Lelis Valente (1908—?) | PR       |
| 2  |      | Alberto Pena Correa (1920—2013)      | ARENA 1  | 1 de fevereiro de 1967 | 31 de janeiro de 1971 | Eleito                          |      | Walfrido Lopes Moreira (1902—?)      | ARENA 1  |
| 3  |      | Pedro Dias Lopes (1929—2008)         | ARENA    | 1 de fevereiro de 1971 | 31 de janeiro de 1973 | Eleito                          |      | Álvaro Lopes Soares (1912—1992)      | ARENA    |
| 4  |      | Antônio Alberto Correa (1948—2020)   | ARENA    | 1 de fevereiro de 1973 | 31 de janeiro de 1977 | Eleito                          |      | João Matias Ferreira (1930—2022)     | ARENA    |
| 5  |      | Pedro Dias Lopes (1929—2008)         | ARENA    | 1 de fevereiro de 1977 | 31 de janeiro de 1983 | Eleito                          |      | Waldomiro Lopes da Silva (1933—2016) | ARENA    |
| 6  |      | João Matias Ferreira (1930—2022)     | PDS      | 1 de fevereiro de 1983 | 31 de janeiro de 1989 | Eleito                          |      | Nilson Lopes de Paula (1941—2007)    | PDS      |
| 7  |      | Cideni Dias (1952—)                  | PMDB     | 1 de fevereiro de 1989 | 31 de janeiro de 1993 | Eleito                          |      | Antônio Alberto Correa (1948—2020)   | PMDB     |
| 8  |      | Maurinho Martins Machado (1959—)     | PFL      | 1993                   | 1996                  | Eleito                          |      | José Daniel de Assis (1962—)         | PFL      |
| 9  |      | José Daniel de Assis (1962—)         | PFL      | 1997                   | 2000                  | Eleito                          |      | Laudelino Jorge Rodrigues (1952—)    | PSDB     |
| 10 |      | Maurinho Martins Machado (1959—)     | PFL      | 2001                   | 2004                  | Eleito                          |      | Geraldo Lopes Moreira (1937—)        | PFL      |
| 11 |      | Laudelino Jorge Rodrigues (1952—)    | PSDB     | 2005                   | 2008                  | Eleito                          |      | Sebastião Hilário Bitencourt (1967—) | PSDB     |
| 11 | 2009 | Laudelino Jorge Rodrigues (1952—)    | PSDB     | 2012                   | Reeleito              | PP                              |      | Sebastião Hilário Bitencourt (1967—) |          |
| 12 |      | Sebastião Hilário Bitencourt (1967—) | PSDB     | 2013                   | 2016                  | Eleito                          |      | Iderval Lopes Dias (1943—)           | PV       |
| 13 |      | Cezar Aguiar de Souza (1977—)        | PTB      | 1/1/2017               | 31/7/2017             | Presidente da Câmara (Interino) | –    | –                                    | –        |
| 14 |      | Sebastião Hilário Bitencourt (1967—) | PP       | 1/8/2017               | 2020                  | Reeleito                        |      | José Ivanir Miranda Duarte (1981—)   | PR       |
| 15 |      | José Ivanir Miranda Duarte (1981—)   | PATRIOTA | 2021                   | 2024                  | Eleito                          |      | Marcelo Milagres Machado (1979—)     | PATRIOTA |
| 15 | PRD  | José Ivanir Miranda Duarte (1981—)   | 2025     | 2028                   | Reeleito              | PRD                             |      | Marcelo Milagres Machado (1979—)     |          |

### Vereadores
Legislatura do mandato 2025—2028:  
| Nº | Nome                            | Partido | Nº Mandato | Início do mandato | Fim do mandato | Acesso | Observações                 |
| 1  | Geraldo Magela da Silva         | PRD     | 4º         | 2025              | 2028           | Eleito |                             |
| 2  | Caio Martins Fonseca            | PL      | 1º         | 2025              | 2028           | Eleito | Presidente (2025—2026)      |
| 3  | Marcelo Gomes Soares            | PRD     | 4º         | 2025              | 2028           | Eleito |                             |
| 4  | Vangelista Lourenço dos Santos  | PSD     | 3º         | 2025              | 2028           | Eleito | Vice-presidente (2025—2026) |
| 5  | Sarah Carolina Lopes            | PRD     | 1º         | 2025              | 2028           | Eleito | Secretária (2025—2026)      |
| 6  | Kelle Aparecida do Carmo        | PRD     | 1º         | 2025              | 2028           | Eleito |                             |
| 7  | Josimar Ancelmo Teixeira        | PSD     | 2º         | 2025              | 2028           | Eleito |                             |
| 8  | José Marciele Correa Bitencourt | PSD     | 1º         | 2025              | 2028           | Eleito |                             |
| 9  | Francisco de Assis Lelis        | UNIÃO   | 2º         | 2025              | 2028           | Eleito |                             |

Ex-Vereadores desde 1963 segundo TRE 
| Legislatura 31/8/1963 a 31/1/1967 |                                   |             |                   |                   |                |                                                                               |
| Nº                                | Nome                              | Partido     | Nº Mandatos       | Início do mandato | Fim do mandato | Observações                                                                   |
| 1                                 | Anélio Antônio Alves              | —           | 1                 | 1963              | 1967           | Presidente (1963—1967)                                                        |
| 2                                 | Antônio Joaquim Bitencourt        | —           | 1                 | 1963              | 1967           | Vice-presidente (1963—1967)                                                   |
| 3                                 | Walter Lopes Moreira              | —           | 1                 | 1963              | 1967           | Secretário (1963—1967)                                                        |
| 4                                 | Joaquim Lopes Ribas               | —           | 1                 | 1963              | 4/2/1966       | Licenciado                                                                    |
| —                                 | José de Faria de Lopes            | —           | 1                 | 21/3/1966         | 1967           | Suplente que assumiu após licença do titular                                  |
| 5                                 | João Reis de Oliveira             | —           | 1                 | 1963              | 1967           |                                                                               |
| 6                                 | José Rigueira Filho               | —           | 1                 | 1963              | 1967           |                                                                               |
| 7                                 | José da Silva Lopes               | —           | 1                 | 1963              | 1967           |                                                                               |
| 8                                 | José Teodoro Leles                | —           | 1                 | 1963              | 1967           |                                                                               |
| 9                                 | Luiz Batista da Silva Júnior      | —           | 1                 | 1963              | 4/2/1966       | Impedido                                                                      |
| —                                 | Orlando José Fialho               | —           | 1                 | 5/2/1966          | 1967           | Suplente que assumiu após impedimento do titular                              |
| Legislatura 1/2/1966 a 31/1/1971  |                                   |             |                   |                   |                |                                                                               |
| Nº                                | Nome                              | Partido     | Nº Mandatos       | Início do mandato | Fim do mandato | Observações                                                                   |
| 1                                 | Jamides José David                | ARENA       | 1                 | 1967              | 1971           | Vice-presidente (1967—1969)                                                   |
| 2                                 | Wilson Lopes de Paula             | ARENA       | 1                 | 1967              | 1971           | Secretário (1967—1971)                                                        |
| 3                                 | José Beraldo Macedo               | ARENA       | 1                 | 1967              | 1971           |                                                                               |
| 4                                 | Antônio Soares Lelis              | ARENA       | 1                 | 1967              | 1971           | Presidente (1967—1969)                                                        |
| 5                                 | José Lopes Soares                 | ARENA       | 1                 | 1967              | 1971           | Presidente (1969—1971)                                                        |
| 6                                 | Antônio Lopes Milagres            | ARENA       | 1                 | 1967              | 1971           | Vice-presidente (1969—1971)                                                   |
| 7                                 | José Rigueira Filho               | ARENA       | 2                 | 1967              | 2/3/1968       | Licenciado                                                                    |
| —                                 | Sebastião Gomes de Oliveira       | ARENA       | 1                 | 2/3/1968          | 1971           | Suplente que assumiu após a licença do titular                                |
| 8                                 | José Jacinto Machado              | ARENA       | 1                 | 1967              | 1971           |                                                                               |
| 9                                 | Paulo Barnabé de Souza            | ARENA       | 1                 | 1967              | 2/3/1968       | Licenciado                                                                    |
| —                                 | Joaquim Lopes Ribas               | ARENA       | 2                 | 2/3/1968          | 1971           | Suplente que assumiu após a licença do titular                                |
| Legislatura 1/2/1971 a 31/1/1973  |                                   |             |                   |                   |                |                                                                               |
| Nº                                | Nome                              | Partido     | Nº Mandatos       | Início do mandato | Fim do mandato | Observações                                                                   |
| 1                                 | José Dias Lopes                   | ARENA       | 1                 | 1971              | 1973           | Presidente (1971—1973)                                                        |
| 2                                 | Antônio Teixeira Lopes            | ARENA       | 1                 | 1971              | 1973           | Vice-presidente (1971—1973)                                                   |
| 3                                 | João Matias Ferreira              | ARENA       | 1                 | 1971              | 1973           |                                                                               |
| 4                                 | Antônio Soares Moreira            | ARENA       | 1                 | 1971              | 1973           |                                                                               |
| 5                                 | Jarbas Maria de Sales             | ARENA       | 1                 | 1971              | 1973           |                                                                               |
| 6                                 | Weber Lopes Fialho                | ARENA       | 1                 | 1971              | 1973           |                                                                               |
| 7                                 | José Lopes de Oliveira            | ARENA       | 1                 | 1971              | 1973           |                                                                               |
| 8                                 | Antônio de Paula Almeida          | ARENA       | 1                 | 1971              | 1973           |                                                                               |
| 9                                 | José Rui Barbosa                  | ARENA       | 1                 | 1971              | 8/8/1971       | Secretário (1971—1973) Falecido durante o mandato                             |
| —                                 | Joaquim Ferreira Lopes            | ARENA       | 1                 | 8/8/1971          | 1973           | Suplente que assumiu após o falecimento do titular                            |
| Legislatura 1/2/1973 a 31/1/1977  |                                   |             |                   |                   |                |                                                                               |
| Nº                                | Nome                              | Partido     | Nº Mandatos       | Início do mandato | Fim do mandato | Observações                                                                   |
| 1                                 | Geraldo Gonçalves Bitencourt      | ARENA       | 1                 | 1973              | 14/9/1974      | Falecido durante o mandato                                                    |
| —                                 | Francisco Gomes Sampaio Filho     | ARENA       | 1                 | 8/10/1974         | 1977           | Suplente que assumiu após a morte do titular                                  |
| 2                                 | Sebastião Cupertino de Aguiar     | ARENA       | 1                 | 1973              | 1977           |                                                                               |
| 3                                 | Antônio Teixeira Lopes            | ARENA       | 2                 | 1973              | 1977           | Presidente (1973—1977)                                                        |
| 4                                 | Antônio Paula Lelis               | ARENA       | 1                 | 1973              | 15/3/1976      | Renunciou ao mandato                                                          |
| —                                 | José Firmino Machado              | ARENA       | 1                 | 15/3/1976         | 1977           | Suplente que assumiu após renúncia do titular                                 |
| 5                                 | Fortunato Teixeira Lopes          | ARENA       | 1                 | 1973              | 1977           |                                                                               |
| 6                                 | Custódio Lopes Pereira            | ARENA       | 1                 | 1973              | 1977           | Secretário (1973—1975)                                                        |
| 7                                 | José Lopes Fialho                 | ARENA       | 1                 | 1973              | 1977           |                                                                               |
| 8                                 | Divino de Souza Teixeira          | ARENA       | 1                 | 1973              | 1977           | Secretário (1975—1977)                                                        |
| 9                                 | Jamides José David                | ARENA       | 2                 | 1973              | 1977           | Vice-presidente (1973—1975)                                                   |
| Legislatura 1/2/1977 a 31/1/1983  |                                   |             |                   |                   |                |                                                                               |
| Nº                                | Nome                              | Partido     | Nº Mandatos       | Início do mandato | Fim do mandato | Observações                                                                   |
| 1                                 | Natalino Marcos Pena              | ARENA       | 1                 | 1977              | 1983           |                                                                               |
| 2                                 | Antônio Teixeira Lopes            | ARENA       | 3                 | 1977              | 1983           |                                                                               |
| 3                                 | José Martins dos Santos           | ARENA       | 1                 | 1977              | 1983           |                                                                               |
| 4                                 | Antônio Soares Moreira            | ARENA       | 2                 | 1977              | 1983           | Presidente da Câmara (1977—1979/1981—1983)                                    |
| 5                                 | José da Silva Lopes               | ARENA       | 2                 | 1977              | 1983           | Presidente da Câmara (1979—1981)                                              |
| 6                                 | Doroty Costa Lelis                | ARENA       | 1                 | 1977              | 1983           | Secretária (1977—1983)                                                        |
| 7                                 | Sebastião Cupertino de Aguiar     | ARENA       | 2                 | 1977              | 1983           |                                                                               |
| 8                                 | Antônio Lopes Fialho              | ARENA       | 1                 | 1977              | 1983           |                                                                               |
| 9                                 | José Lopes Fialho                 | ARENA       | 2                 | 1977              | 1983           |                                                                               |
| Legislatura 1/2/1983 a 31/1/1989  |                                   |             |                   |                   |                |                                                                               |
| Nº                                | Nome                              | Partido     | Nº Mandatos       | Início do mandato | Fim do mandato | Observações                                                                   |
| 1                                 | José Nelson Martins de Almeida    | PDS         | 1                 | 1983              | 1989           | Vice-presidente (1983-1985)                                                   |
| 2                                 | Paulo Calixto Viana               | PDS         | 1                 | 1983              | 1989           |                                                                               |
| 3                                 | Weber Lopes Fialho                | PDS         | 2                 | 1983              | 1989           | Secretário (1983-1985)                                                        |
| 4                                 | Sebastião Cupertino Aguiar        | PDS         | 3                 | 1983              | 1989           |                                                                               |
| 5                                 | Divino de Souza Teixeira          | PDS         | 2                 | 1983              | 1989           | Presidente da Câmara (1987-1989)                                              |
| 6                                 | Antônio Teixeira Lopes            | PDS         | 4                 | 1983              | 1989           | Presidente da Câmara (1983-1985)                                              |
| 7                                 | Antônio Lopes Fialho              | PDS         | 2                 | 1983              | 1989           | Presidente da Câmara (1985-1987)                                              |
| 8                                 | Jarbas Maria de Sales             | PDS         | 2                 | 1983              | 1989           |                                                                               |
| 9                                 | Geraldo Lopes Moreira             | PDS         | 1                 | 1983              | 1989           |                                                                               |
| Legislatura 1/2/1989 a 31/1/1993  |                                   |             |                   |                   |                |                                                                               |
| Nº                                | Nome                              | Partido     | Nº Mandatos       | Início do mandato | Fim do mandato | Observações                                                                   |
| 1                                 | José Ribas Viana                  | PMDB        | 1                 | 1989              | 1993           | Presidente da Câmara (1989-1992)                                              |
| 2                                 | José Nelson Martins de Almeida    | PMDB        | 2                 | 1989              | 1993           | Presidente da Câmara (1989-1991)                                              |
| 3                                 | Maria dos Anjos Lopes             | PT          | 1                 | 1989              | 1993           | Não tomou posse                                                               |
| —                                 | Serafim Cupertino da Cruz         | PT          | 1                 | 1989              | 1993           | Tomou posse no lugar da titular                                               |
| 4                                 | Divino de Souza Teixeira          | PMDB        | 3                 | 1989              | 1993           | Presidente da Câmara (1991-1992)                                              |
| 5                                 | Sebastião Cupertino Aguiar        | PMDB        | 4                 | 1989              | 1993           |                                                                               |
| 6                                 | Antônio Teixeira Lopes            | PMDB        | 5                 | 1989              | 1993           |                                                                               |
| 7                                 | Nivaldo Mendes Bitencourt         | PT          | 1                 | 1989              | 1993           | Secretário (1989-1992)                                                        |
| 8                                 | João Jacinto Pinto                | PMDB        | 1                 | 1989              | 1993           |                                                                               |
| 9                                 | Luís Martins Lopes                | PT          | 1                 | 1989              | 1993           |                                                                               |
| Legislatura 1993 a 1996           |                                   |             |                   |                   |                |                                                                               |
| Nº                                | Nome                              | Partido     | Nº Mandatos       | Início do mandato | Fim do mandato | Observações                                                                   |
| 1                                 | Nivaldo Mendes Bitencourt         | PSDB        | 2                 | 1993              | 1996           | Presidente da Câmara (1995-1996)                                              |
| 2                                 | Antônio Carlos Corrêa Martins     | PMDB        | 1                 | 1993              | 1996           |                                                                               |
| 3                                 | José Élio de Souza                | PFL         | 1                 | 1993              | 1996           |                                                                               |
| 4                                 | Domingos Batista Lelles           | PL          | 1                 | 1993              | 1996           |                                                                               |
| 5                                 | José Ribas Viana                  | PMDB        | 2                 | 1993              | 1996           |                                                                               |
| 6                                 | Jorge Martins de Paula            | PFL         | 1                 | 1993              | 1996           |                                                                               |
| 7                                 | José Teixeira da Fonseca          | PFL         | 1                 | 1993              | 1996           |                                                                               |
| 8                                 | Antônio Teixeira Lopes            | PMDB        | 6                 | 1993              | 1996           |                                                                               |
| 9                                 | Serafim Cupertino da Cruz         | PSDB        | 2                 | 1993              | 1996           | Presidente da Câmara (1993-1994)                                              |
| Legislatura 1997 a 2000           |                                   |             |                   |                   |                |                                                                               |
| Nº                                | Nome                              | Partido     | Nº Mandatos       | Início do mandato | Fim do mandato | Observações                                                                   |
| 1                                 | Iderval Lopes Dias                | PFL         | 1                 | 1997              | 2000           | Presidente da Câmara (1997-1998)                                              |
| 2                                 | Nivaldo Mendes Bitencourt         | PSDB        | 3                 | 1997              | 2000           |                                                                               |
| 3                                 | Clarice Omar Gomes de Lima Dias   | PL          | 1                 | 1997              | 2000           |                                                                               |
| 4                                 | Jorge Martins de Paula            | PFL         | 2                 | 1997              | ?/?/1998       | Falecido durante o mandato                                                    |
|                                   | José Élio de Souza                | PFL         | 2                 | ?/?/1998          | 2000           | Assumiu após a morte do titular                                               |
| 5                                 | José Roberto de Souza             | PSDB        | 1                 | 1997              | 2000           |                                                                               |
| 6                                 | Antônio Teixeira da Silva         | PFL         | 1                 | 1997              | 2000           |                                                                               |
| 7                                 | Joel Lopes Duarte                 | PFL         | 1                 | 1997              | 2000           |                                                                               |
| 8                                 | Domingos Batista de Lelles        | PSDB        | 2                 | 1997              | 2000           | Presidente da Câmara (1999-2000)                                              |
| 9                                 | Aílton Antônio de Aguiar          | PMDB        | 1                 | 1997              | 2000           |                                                                               |
| Legislatura 2001 a 2004           |                                   |             |                   |                   |                |                                                                               |
| Nº                                | Nome                              | Nº Mandatos | Início do mandato | Fim do mandato    | Observações    |                                                                               |
| 1                                 | Sebastião Rocha de Oliveira       | PFL         | 1                 | 2001              | ?/?/?          | Presidente da Câmara (2001-2002) Falecido durante o mandato                   |
|                                   | José Duarte Ferreira              | PFL         | 1                 | ?/?/?             | 2004           | Assumiu após a morte do titular                                               |
| 2                                 | Aloisimar Antônio David Oliveira  | PFL         | 1                 | 2001              | 2004           | Presidente da Câmara (2003—2004)                                              |
| 3                                 | José Nelson Martins de Almeida    | PMDB        | 3                 | 2001              | 2004           |                                                                               |
| 4                                 | José Ribas Viana                  | PFL         | 3                 | 2001              | 2004           |                                                                               |
| 5                                 | Valdivino Lopes Rodrigues         | PSDB        | 1                 | 2001              | 2004           |                                                                               |
| 6                                 | Clarice Omar Gomes de Lima Dias   | PSDB        | 2                 | 2001              | 2004           |                                                                               |
| 7                                 | Pedro Lopes Soares                | PSDB        | 1                 | 2001              | 2004           |                                                                               |
| 8                                 | Daniel Bitencourt Ferreira        | PSDB        | 1                 | 2001              | 2004           |                                                                               |
| 9                                 | Iderval Lopes Dias                | PFL         | 2                 | 2001              | 2004           |                                                                               |
| Legislatura 2005 a 2008           |                                   |             |                   |                   |                |                                                                               |
| Nº                                | Nome                              | Partido     | Nº Mandatos       | Início do mandato | Fim do mandato | Observações                                                                   |
| 1                                 | Alcimar Lelis Sampaio             | PSDB        | 1                 | 2005              | 2008           | Presidente da Câmara (2005-2008)                                              |
| 2                                 | Maria Esther Costa Lopes          | PT do B     | 1                 | 2005              | 2008           |                                                                               |
| 3                                 | José Ribas Viana                  | PFL         | 4                 | 2005              | 2008           |                                                                               |
| 4                                 | Clarice Omar Gomes de Lima Dias   | PSDB        | 3                 | 2005              | 2008           |                                                                               |
| 5                                 | José Nelson Martins de Almeida    | PMDB        | 4                 | 2005              | 23/7/2008      | Falecido durante o mandato                                                    |
|                                   | José Duarte Ferreira              | PFL         | 2                 | 24/7/2008         | 31/12/2008     | Assumiu após morte do titular                                                 |
| 6                                 | Valdivino Lopes Rodrigues         | PFL         | 2                 | 2005              | 2008           |                                                                               |
| 7                                 | Luiz Gonzaga Bitencourt           | PSDB        | 1                 | 2005              | 2008           | Vice-presidente (2005—2006)                                                   |
| 8                                 | Vicente de Paula Lopes Milagres   | PSDB        | 1                 | 2005              | 2008           | Secretário (2005—2006)                                                        |
| 9                                 | Waldeir Rodrigues                 | PDT         | 1                 | 2005              | 2008           |                                                                               |
| Legislatura 2009 a 2012           |                                   |             |                   |                   |                |                                                                               |
| Nº                                | Nome                              | Partido     | Nº Mandatos       | Início do mandato | Fim do mandato | Observações                                                                   |
| 1                                 | Clarice Omar Gomes de Lima Dias   | PSDB        | 4                 | 2009              | 2012           |                                                                               |
| 2                                 | Alcimar Lelis Sampaio             | PSDB        | 2                 | 2009              | 2012           |                                                                               |
| 3                                 | Maria Esther Costa Lopes          | PR          | 2                 | 2009              | 2012           |                                                                               |
| 4                                 | Bruno Benjamim Brandão            | PV          | 1                 | 2009              | 2012           |                                                                               |
| 5                                 | Uilha Mendes de Souza             | PP          | 1                 | 2009              | 2012           | Vice-presidente (2009—2012)                                                   |
| 6                                 | José Adílson Reis                 | PR          | 1                 | 2009              | 2012           |                                                                               |
| 7                                 | Jussara Gonçalves Pena            | PTB         | 1                 | 2009              | 2012           | Secretária (2009—2012)                                                        |
| 8                                 | Luiz Gonzaga Bitencourt           | PSDB        | 2                 | 2009              | 2012           |                                                                               |
| 9                                 | José Ribas Viana                  | PSDB        | 5                 | 2009              | 2012           | Presidente da Câmara (2009-2012)                                              |
| Legislatura 2013 a 2016           |                                   |             |                   |                   |                |                                                                               |
| Nº                                | Nome                              | Partido     | Nº Mandatos       | Início do mandato | Fim do mandato | Observações                                                                   |
| 1                                 | Alcimar Lelis Sampaio             | PSDB        | 3                 | 2013              | 2016           |                                                                               |
| 2                                 | José das Graças Lopes Miranda     | PP          | 1                 | 2013              | 2016           | Presidente da Câmara (2013-2016)                                              |
| 3                                 | Aloísio de Souza                  | PRTB        | 1                 | 2013              | 2016           |                                                                               |
| 4                                 | Marcelo Gomes Soares              | PP          | 1                 | 2013              | 2016           | Vice-presidente (2013—2014)                                                   |
| 5                                 | Cézar Aguiar de Souza             | PTB         | 1                 | 2013              | 2016           |                                                                               |
| 6                                 | Uilha Mendes de Souza             | PP          | 2                 | 2013              | 2016           | Secretário (2015—2016)                                                        |
| 7                                 | José Reinaldo Moreira Messias     | PT          | 1                 | 2013              | 2016           |                                                                               |
| 8                                 | Geraldo Magela da Silva           | PSDB        | 1                 | 2013              | 2016           | Secretário (2013—2014) Vice-presidente (2015—2016)                            |
| 9                                 | Maria Esther Costa Lopes          | PR          | 3                 | 2013              | 2016           |                                                                               |
| Legislatura 2017 a 2020           |                                   |             |                   |                   |                |                                                                               |
| Nº                                | Nome                              | Partido     | Nº Mandatos       | Início do mandato | Fim do mandato | Observações                                                                   |
| 1                                 | José das Graças Lopes Miranda     | PP          | 2                 | 2017              | 2020           | Secretário (2019—2020)                                                        |
| 2                                 | Marcelo Gomes Soares              | PP          | 2                 | 2017              | 2020           |                                                                               |
| 3                                 | Geraldo Magela da Silva           | PSDB        | 2                 | 2017              | 2020           |                                                                               |
| 4                                 | Vangelista Lourenço dos Santos    | PT do B     | 1                 | 2017              | 2020           | Presidente interino da Câmara (1/1/2017—31/7/2017)                            |
| 5                                 | Mário Lúcio Machado Duarte        | PR          | 1                 | 2017              | 2020           |                                                                               |
| 6                                 | Uilha Mendes de Souza             | PP          | 3                 | 2017              | 2020           |                                                                               |
| 7                                 | Cézar Aguiar de Souza             | PTB         | 2                 | 1/8/2017          | 2020           | Prefeito interino (1/1/2017—31/7/2017) e Presidente da Câmara (1/8/2017—2020) |
|                                   | Adair Antônio Ribas               | PSDB        | 1                 | 1/1/2017          | 31/7/2017      | Assumiu a vaga de Cézar interinamente, enquanto este era prefeito             |
| 8                                 | Rogério Purcena Costa Keller      | DEM         | 1                 | 2017              | 2020           |                                                                               |
| 9                                 | Francisco de Assis Lelis          | DEM         | 1                 | 2017              | 2020           | Secretário (2017—2018)                                                        |
| Legislatura 2021 a 2024           |                                   |             |                   |                   |                |                                                                               |
| Nº                                | Nome                              | Partido     | Nº Mandatos       | Início do mandato | Fim do mandato | Observações                                                                   |
| 1                                 | José Reinaldo Moreira Messias     | PT          | 2                 | 2021              | 2024           | <amall>Vice-presidente (2021—2024)                                            |
| 2                                 | Geraldo Magela da Silva           | PSDB        | 3                 | 2021              | 2024           |                                                                               |
| 3                                 | Cézar Aguiar de Souza             | Patriota    | 3                 | 2021              | 2024           | Presidente da Câmara (2021—2024)                                              |
| 4                                 | Josimar Ancelmo Teixeira          | DEM         | 1                 | 2021              | 2024           |                                                                               |
| 5                                 | José das Graças Lopes Miranda     | Patriota    | 3                 | 2021              | 17/7/2021      | Falecido durante o mandato                                                    |
|                                   | Maria da Consolação Martins Lopes | Patriota    | 1                 | 1/8/2021          | 2024           | Assumiu após a morte do titular                                               |
| 6                                 | Marcelo Gomes Soares              | PSDB        | 3                 | 2021              | 2024           |                                                                               |
| 7                                 | Rodrigo dos Reis Rodrigues        | PT          | 1                 | 2021              | 2024           |                                                                               |
| 8                                 | Nivaldo Mendes Bitencourt         | DEM         | 4                 | 2021              | 2024           |                                                                               |
| 9                                 | Vangelista Lourenço dos Santos    | Patriota    | 2                 | 2021              | 2024           | Vice—presidente (2021—2024)                                                   |
| Legislatura 2025 a 2028           |                                   |             |                   |                   |                |                                                                               |
| Nº                                | Nome                              | Partido     | Nº Mandatos       | Início do mandato | Fim do mandato | Observações                                                                   |
| 1                                 | Geraldo Magela da Silva           | PRD         | 4                 | 2025              | 2028           |                                                                               |
| 2                                 | Caio Martins Fonseca              | PL          | 1                 | 2025              | 2028           | Presidente da Câmara (2025—2026)                                              |
| 3                                 | Marcelo Gomes Soares              | PRD         | 4                 | 2025              | 2028           |                                                                               |
| 4                                 | Vangelista Lourenço dos Santos    | PSD         | 3                 | 2025              | 2028           | Vice-presidente (2025—2026)                                                   |
| 5                                 | Sarah Carolina Lopes              | PRD         | 1                 | 2025              | 2028           | Secretário (2025—2026)                                                        |
| 6                                 | Kelle Aparecida do Carmo          | PRD         | 1                 | 2025              | 2028           |                                                                               |
| 7                                 | Josimar Ancelmo Teixeira          | PSD         | 2                 | 2025              | 2028           |                                                                               |
| 8                                 | José Marciele Correa Bitencourt   | PSD         | 1                 | 2025              | 2028           |                                                                               |
| 9                                 | Francisco de Assis Lelis          | UNIÃO       | 2                 | 2025              | 2028           |                                                                               |

## Demografia
Segundo dados do censo de 2010, a população do município naquele ano era de 4 628 habitantes, sendo 1 859 na zona urbana (40%) e 2 769 na zona rural (60%).